# Pseudoceros liparus

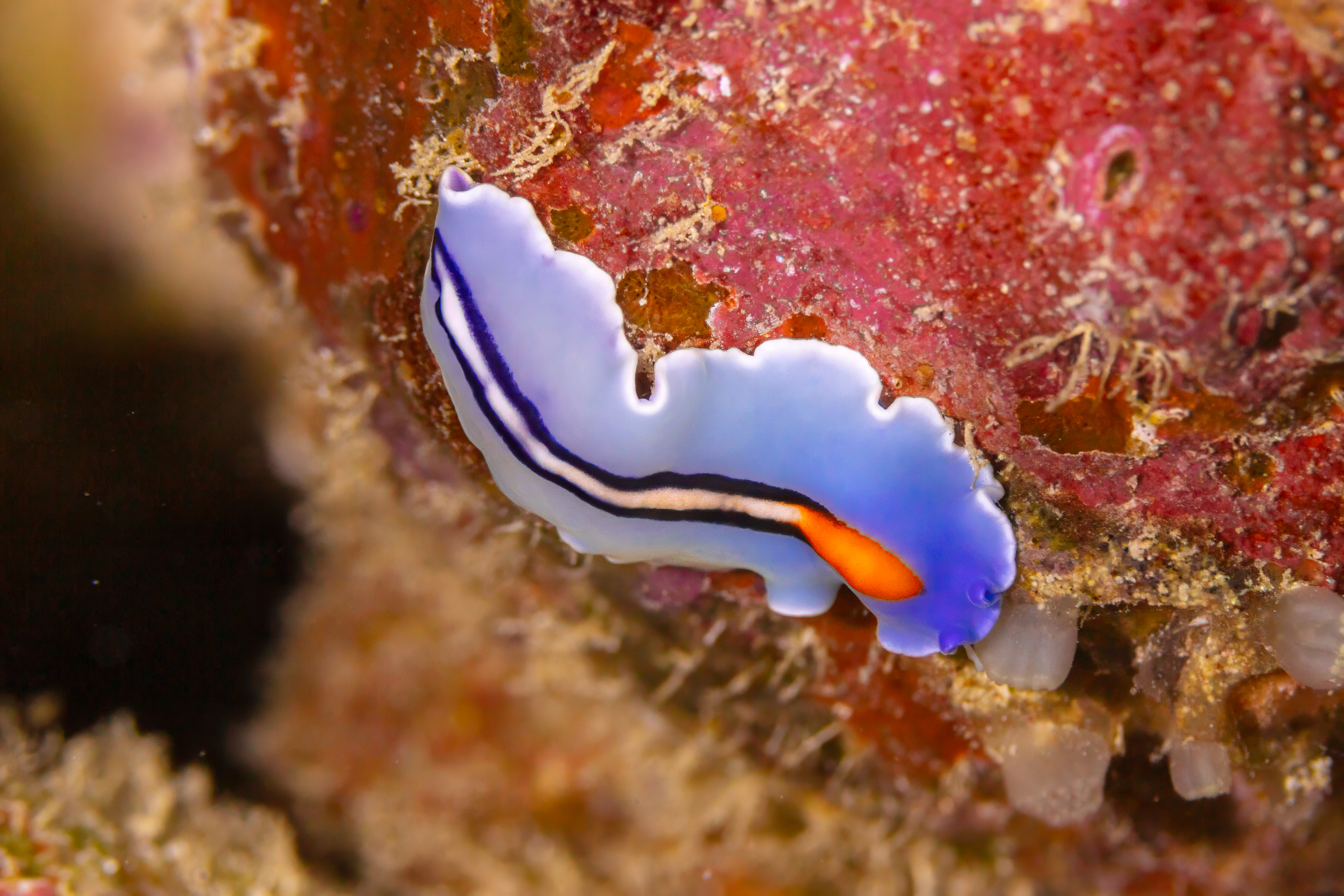
Ejemplar en Zanzíbar (Tanzania).

Pseudoceros bifurcus es una especie de gusano plano marino que pertenece a la familia Pseudocerotidae.

## Distribución
Habita en el Indopacífico tropical, desde la costa oriental de África hasta Micronesia.

## Características físicas
Su longitud máxima puede alcanzar 5 cm. Su superficie dorsal tiene un fondo que varía de verde azulado a crema, con un borde púrpura intenso sin formar una banda marginal distintiva. Presenta una mancha alargada anaranjada que comienza en la mancha ocular cerebral y se difumina en una franja media blanca que termina cerca del borde posterior. Cuenta con pseudotentáculos de color crema formados por pliegues simples del borde anterior con numerosos ocelos. Un único grupo cerebral formado por unos 30 ojos. Su faringe tiene pliegues elaborados.